# Крекінг-установка у Панчево
Крекінг-установка у Панчево – підприємство нафтохімічної промисловості у Сербії за кілька кілометрів на схід від Белграду.
З 1968-го в Панчево діяв нафтопереробний завод, котрий невдовзі вирішили доповнити хімічним виробництвом. Зведення установки парового крекінгу (піролізу) стартувало в 1975-му та завершилось її введенням в експлуатацію за чотири роки. Цей об’єкт міг продукувати 200 тисяч тонн етилену на рік, який використовували для виробництва поліетилену низької та високої щільності (лінії потужністю 57 та 70 тисяч тонн на рік відповідно), а також мономеру вінілхлориду (100 тисяч тонн) з наступним частковим перетворенням у полівінілхлорид (40 тисяч тонн).
В квітні 1999 року під час авіанальотів НАТО на Югославію цех мономеру вінілхлориду був зруйнований, що викликало також припинення експлуатації фізично цілої лінії полімеризації цього мономеру. Враховуючи надлишок етилену, в 2012-му потужність виробництва поліетилену високої щільності збільшили до 70 тисяч тонн з технічною можливістю доведення показника до 110 тисяч тонн.
Як сировину установка використовує газовий бензин (naphtha), що призводить до виходу й більш важких, аніж етилен, ненасичених вуглеводнів – пропілену (85 тисяч тонн на рік) та фракції С4. З останньої виділяють 45 тисяч тонн бутадієну, котрий споживається виробництвом стирен-бутадієнової резини, та ізобутен, який спрямовується для продукування метитретбутилового етеру (35 тисяч тонн). Крім того, побічними продуктами роботи установки є сировина для виробництва технічного вуглецю та піролізний бензин (високооктанова суміш, що зазвичай використовується як присадка до пального) в об’ємах до 38 тисяч та 138 тисяч тонн відповідно.